# ساتیا سای بابا
سای بابا (به هندی: सत्य साईं बाबा)(به انگلیسی: Sri Sathya Sai Baba)(۲۳ نوامبر ۱۹۲۶–۲۴ آوریل ۲۰۱۱)
یک گورو هندی، شخصیت عرفانی، خیر و یک معلم بوده‌است. او ادعا می‌کرد که تناسخ سای بابا شیردی است، قدیسی روحانی و خدمتگزاری معجزه گر که در سال ۲۰۱۱ درگذشته‌است؛ و تعالیمی مرکب از آیین هندو و مسلمانی داشته‌است. وی در دهکده‌ای کوچک به نام پوتاپارتی در هند به دنیا آمد.

## زندگی

ساتیا سای بابا
در ۲۳ نوامبر۱۹۲۶ در دهکده‌ای کوچک به نام «پوتاپارتی» به دنیا آمد. پدر او «پداونکاپاراجو» و مادرش «ایشوارامباً بودند. ساتیا، فرزند چهارم خانواده‌ای فقیر و مؤمن بود و به‌جز او خانواده راجو یک پسر و دو دختر دیگر نیز داشتند.
مادر وی ایشواراما ادعا کرده بود که تولد وی همراه با معجزه بوده‌است.
خواهران و برادرانش شامل برادری بزرگتر به نام رتنام سشام راجو (فوت ۱۹۸۴)، خواهرانی به نام‌های ونکاما (فوت ۱۹۹۳) و پارواتاما (فوت ۱۹۹۸) و برادری کوچکتر به نام جاناکیرامیاه (فوت ۲۰۰۳) بوده‌اند. گفته شده که در کودکی، اگرچه در درس و مدرسه استثنایی نبوده اما فوق‌العاده باهوش و نیکوکار بوده‌است، و بیشتر به امور معنوی علاقه داشته‌است. او استعداد بی نظیری در موسیقی مذهبی، رقص و تئاتر داشت و به آهنگسازی و شعر و شاعری علاقه‌مند بود.

### اوایل زندگی و معرفی خود به عموم
در سال ۱۹۴۰، ساتیا سای بابا اعلام کرد که روح سای بابای شیردی است که در کالبدی جدید تجسم یافته‌است.
می‌توان گفت که بیشتر اطلاعاتی که دربارهٔ اوایل زندگی سای بابا در اختیار است زندگی‌نامه ای است که توسط اطرافیان وی ساخته شده و در آن به تقدس و تحسین او پرداخته‌اند. زندگی‌نامه‌ای که حکایاتش برای پیروان سای بابا مفهومی خاص داشته و دال بر الهی بودن اوست.
بر اساس گفته‌های پیروان او در آن زمان فرزند اسواراما و پداونکاما راجو راتناکارام (که مدرس منطقه بود) به نام ساتیانارایانا راجو در روستای پوتاپارتی که در آن زمان تحت فرمان بریتانیا بود به دنیا آمد
گفته شده که او می‌توانسته چیزهای از قبیل غذا و شیرینی خلق کند. در ۸ مارس سال ۱۹۴۰، در حالی که با برادر بزرگترش سشاما راجو در اوراواکندا، شهر کوچکی در نزدیکی پوتاپارتی زندگی می‌کرد، ظاهراً ساتیا توسط یک عقرب نیش زده شد بود، او هشیاری خود را برای چند ساعت از دست داد. چند روز بعد تغییر قابل توجهی در رفتار ساتیا پدید آمد. نشانه‌های خنده و گریه، فصاحت و سکوت در رفتارش وجود داشت. او شروع کرد به خواندن آیات سانسکریت، زبانی که او هیچ دانش قبلی‌ای در موردش نداشت. پزشکان اعتقاد داشتند که رفتار او تشنج و حمله عصبی است. پدر و مادرش او را به خانه در پوتاپارتی برگرداندند بسیار نگران بودند، او را نزد بسیاری از کشیشان، پزشکان و جن گیرها بردند. در ۲۳ ماه مه ۱۹۴۰، ساتیا اهل خانواده را فراخواند و برای خانواده‌اش پراساد و گل خلق کرد. پدر او از دیدن این وضعیت خشمگین شد و فکر می‌کرد که پسرش طلسم شده‌است. او یک ترکه چوب برداشت و تهدید کرد که اگر ساتیا آشکار نکند که واقعاً کیست او را ضرب و شتم خواهد کرد؛ بنابراین ساتیا با آرامش و محکم اعلام کرد «من سای بابا هستم».
اواخر سال ۱۹۴۰، ساتیا سای بابا اعلام کرد که او تا به حال هیچ رابطه دنیوی(عاطفی) با کسی نداشته، در این زمان، کم‌کم مریدان به دور او گرد آمدند. در سال ۱۹۴۰، او سفر به مدرس و دیگر نقاط در جنوب هند را آغاز نمود و خیلی زود پیروان بومی زیادی پیدا کرد.
در یک حادثه در سال ۱۹۹۳، چهار مرد مسلح به چاقو وارد اتاق خواب او شدند، که انگیزه آنان ترور سای بابا یا به دلیل حسادت بین پیروان و طمع قدرت بوده‌است. سای بابا صدمه‌ای ندید. در طول نزاع و زد و خورد و واکنش پلیس، چهار متجاوز و دو تن از همراهان سای بابا کشته شدند. تحقیقات رسمی صورت گرفته به بسیاری از سوالات در این باره پاسخی نداد.

## فعالیت‌ها و موسسات
در سال ۱۹۵۴، ساتیا سای بابا یک بیمارستان عمومی رایگان در روستای پوتاپارتی تأسیس کرد.
در ۲۹ ژوئن ۱۹۶۸، ساتیا سای بابا به اولین و تنها سفر خود به خارج از کشور، به کنیا و اوگاندا رفت. در طی یک گفتگو در نایروبی، وی اظهار داشت: "من آمده‌ام تا نور چراغ عشق را در قلب شما روشن کنم و روزبه روز به درخشش و نور آن بیفزایم. من از سوی هیچ مذهب خاصی نیامده‌ام. من مأمور تبلیغ برای یک فرقه یا آیین یا نهضتی خاص نیستم، و نیامده‌ام تا برای خود مرید و شاگرد جمع کنم. من نیامده‌ام تا برای خودم یا هیچ گروه و دسته‌ای مرید و پیرو جذب کنم. من آمده‌ام تا به شما دربارهٔ این آیین یکتاپرستی، این اصل معنوی بگویم.
" در سال ۱۹۶۸، او دهارماکشترا یا ساتیام مندیر را در بمبئی تأسیس کرد.
در سال ۱۹۷۳، او شیوا مندیر را در حیدرآباد تأسیس کرد. در ۱۹ ژانویه ۱۹۸۱ او ساندارام مندیر را در چنای افتتاح کرد.
در ماه مارس سال ۱۹۹۵، ساتیا سای بابا پروژه‌ای را برای تهیه آب آشامیدنی برای ۱٫۲ میلیون نفر در منطقه مستعد خشکسالی رایالاسیما درمنطقه آنانتاپور در آندرا پرادش شروع کرد.

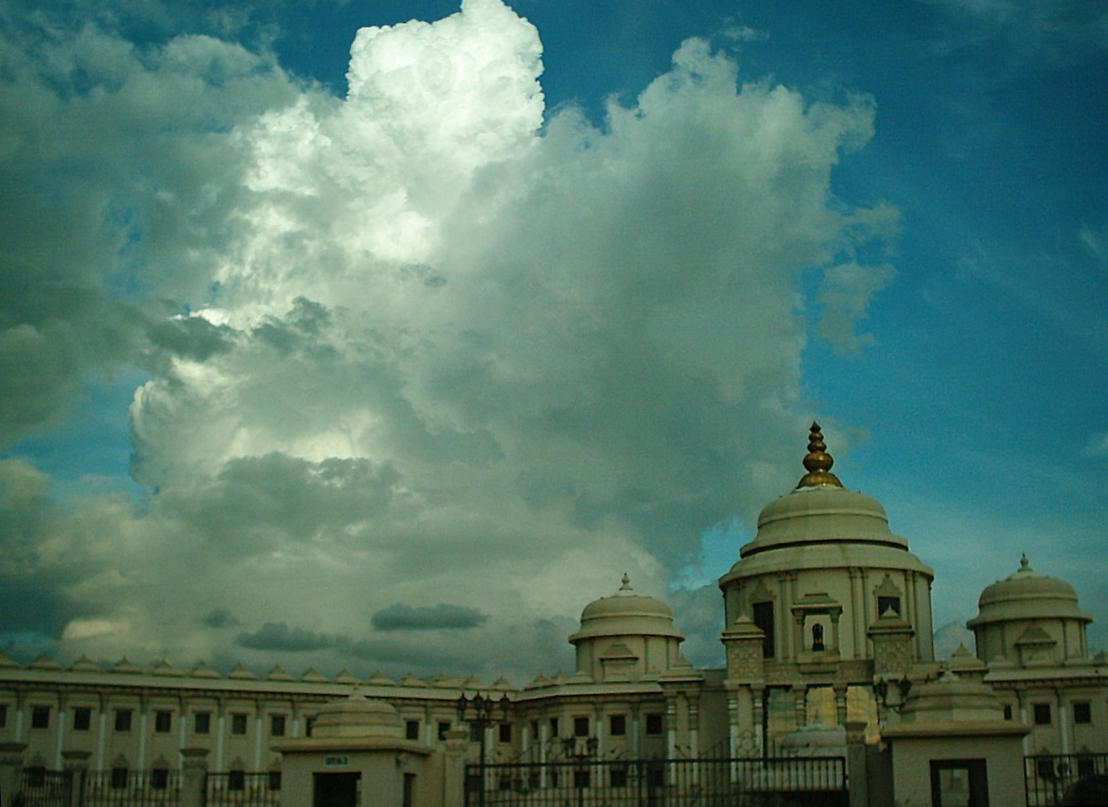
بیمارستان فوق تخصصی شری ساتیا سای بابادر وایتفیلد در شهر بنگلور

بیمارستان عمومی شری ساتیا سای در وایتفیلد در شهر بنگلور، در سال ۱۹۷۷ افتتاح شده‌است و عمل‌های جراحی پیچیده، مواد غذایی و داروهای رایگان را در اختیار بی بضاعتان قرار می‌دهد. در این بیمارستان تاکنون بیش از ۲ میلیون بیمار را درمان شده‌اند.
در سال ۲۰۰۱ بیمارستان فوق تخصصی رایگان دیگری در بنگلور به نفع فقرا تأسیس کرد.
در آوریل ۱۹۹۹ او آناندا نیلایام مندیر در مادورای، تامیل نادو را افتتاح کرد.
ساتیا سای بابا سه مندیر اولیه (مراکز معنوی) را در هند تأسیس نموده‌است. اولین مندیر، در بمبئی در سال ۱۹۶۸ تأسیس شد، اولی با عنوان "دهارماکشترا" یا "ساتیام". مرکز دوم در حیدرآباد در سال ۱۹۷۳ تأسیس شد، با عنوان "شیوام" و مرکز سوم در ۱۹ ژانویه ۱۹۸۱ در چنای با عنوان "ساندارام".

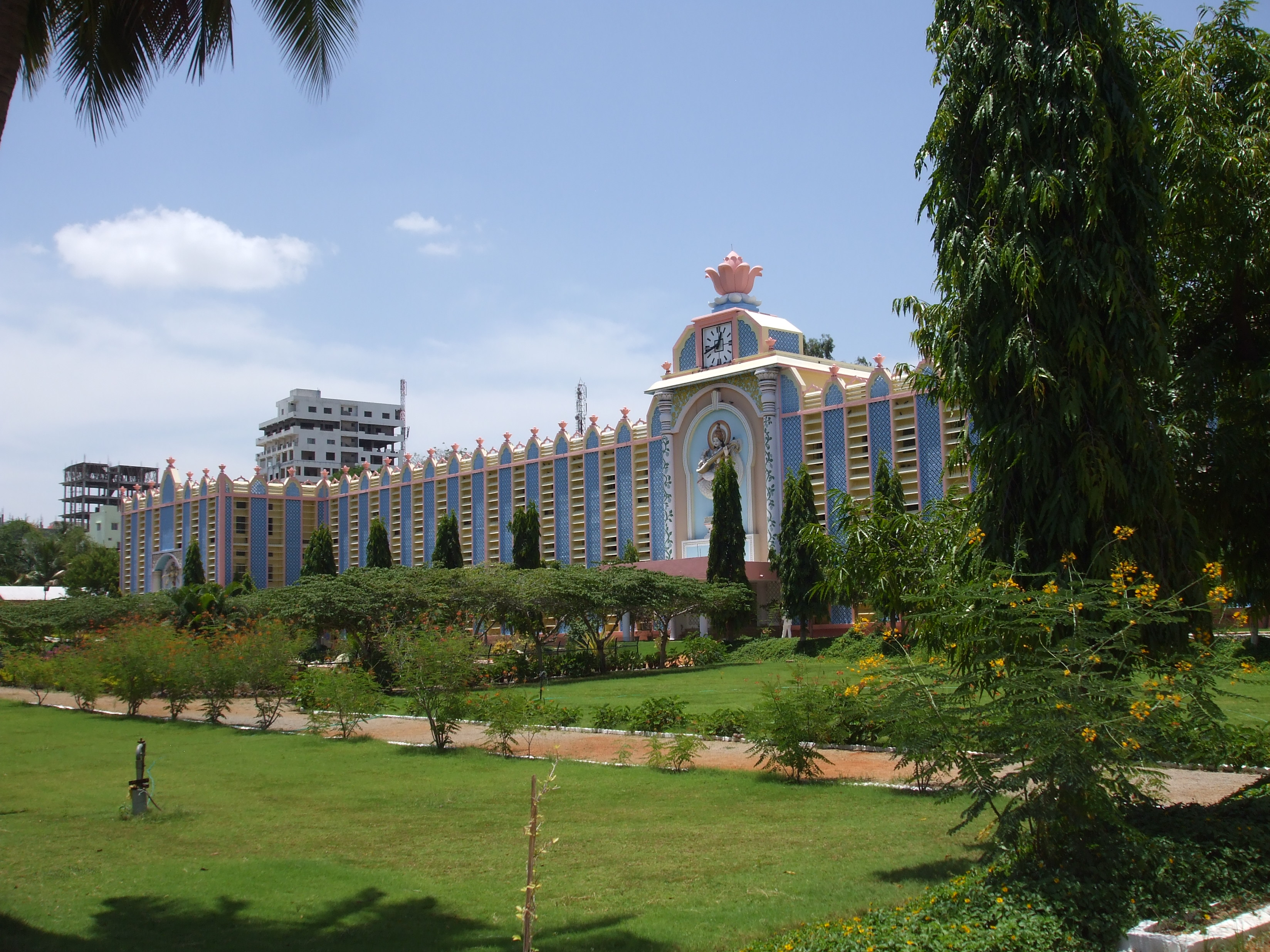
دانشگاه شری ساتیا سای، در شهر پوتاپارتی

دانشگاه شری ساتیا سای، که سای بابا رئیس آن بود، سه تا محوطه دانشگاهی دارد، یکی در پوتاپارتی برای مردان یکی در وایتفیلد بنگلور برای مردان و یکی در آنتاپور برای زنان. مؤسسه خیریه او مؤسسه موسیقی کلاسیک هند با نام کالج موسیقی شری ساتیا سای را پشتیبانی می‌کند. هدف آموزشی موسسات بابا، تعالی تحصیلات دانشگاهی همراه با توسعه اخلاق و ارزش‌های انسانی است.
ساتیا سای بابا کرسی استادی در مودناهالی داشت. علاوه بر این، دانشگاه و دانشکده پزشکی ساتیا سای بابا و بیمارستان سطح جهانی و مؤسسه تحقیقاتی با بیش از ۴۰۴۷ مترمربع برای خدمت به مردم بی بضاعت ساخته شده‌است. بابا گفت که بعد از پوتاپارتی، دانشگاه به یک نمونه تبدیل خواهد شد و معنویت همراه با تحصیلات آکادمیک را ترویج خواهد کرد.
مؤسسه علوم عالی پزشکی شری ساتیا سای در پوتاپارتی شامل تسهیلاتی با ۲۲۰ تخت که جراحی و مراقبتهای پزشکی رایگان را ارائه می‌دهد می‌باشد و توسط نخست‌وزیر ناراسیما رائو در تاریخ ۲۲ نوامبر ۱۹۹۱ افتتاح شد. مؤسسه علوم عالی پزشکی شری ساتیا سای در بنگلور یک بیمارستان ۳۳۳ تخت خوابی است برای منفعت فقرا. بیمارستان در ۱۹ ژانویه سال ۲۰۰۱ توسط نخست‌وزیر آتال بهاری واجپایی افتتاح شده‌است. این بیمارستان به بیش از ۲۵۰۰۰۰ بیمار مراقبت‌های پزشکی رایگان ارائه می‌نماید.
مرکز (کانون) معتمدین شری ساتیا سای چندین بیمارستان عمومی، دو بیمارستان تخصصی، بیمارستان چشم و درمانگاه سیار عمومی را اداره می‌کند و اردوگاههای پزشکی در مناطق روستایی و فقیرنشین در هند را راهبرد می‌کند.
همچنین اتحادیه مرکزی شری ساتیا سای چندین پروژه عمده آب آشامیدنی را پایه‌گذاری کرده‌است. یکی از پروژه‌ها در سال ۱۹۹۶ تأمین آب برای ۱٫۲ میلیون نفر در حدود ۷۵۰ روستا در منطقه مستعد خشکسالی آناتاپور در آندرا پرادش به اتمام رسید. دومین پروژه آب آشامیدنی، در سال ۲۰۰۴، به منظور تأمین آب به چنای از طریق یک آبراه بازسازی شده به نام «کانال گانگا ساتیا سای " به اتمام رسید. ام. کارونانیدی نخست‌وزیر تامیل نادو پروژه آب چنای و کمک‌های سای بابا را تحسین کرد. دیگر پروژه‌های آب آشامیدنی انجام شده عبارتند از: پروژه منطقه مداک به نفع ۴۵۰٫۰۰۰ نفر در ۱۷۹ روستا و پروژه منطقه ماهبوبنگر به نفع ۳۵۰٬۰۰۰ نفر در ۱۴۱ روستا. در ژانویه ۲۰۰۷، اتحادیه مرکزی شری ساتیا سای اعلام کرد که پروژه آب آشامیدنی در لاتور، ماهاراشترا شروع خواهد شد. در سال ۲۰۰۸، ۲ میلیون نفر در ایالت اوریسا تحت تأثیر سیل متضرر شدند. به عنوان یک اقدام امدادی، سازمان سوا شری ساتیا سای ۶۹۹ خانه را به عنوان بخشی از فاز اول کارخود در ۱۶ روستا در مارس ۲۰۰۹ ساخت.
برنامه Educare ساتیا سای بابا تأسیس مدارسی در سراسر جهان با هدف پرورش کودکان در پنج جنبه و ارزش انسانی است. در ۳۳ کشور، از جمله استرالیا، مکزیک، انگلستان و پرو مدارسی تأسیس شده‌اند. روزنامه زامبیا تایمز اظهار داشت، تأثیر مثبت ساتیا سای در تاریخ آموزش و پرورش زامبیا بی‌سابقه هست.
آرمان‌های سای بابا مبنی بر گنجاندن ارزش‌های انسانی درساختار آموزشی، دید بسیاری از کارشناسان آموزش و پرورش زامبیا را وسعت بخشیده‌است.
در کانادا، مؤسسه فرایزر، سازمان آموزشی و تحقیقاتی مستقل کانادایی، مدرسه ساتیا سای کانادا را به عنوان یکی از بهترین ۳۷ مدارس ابتدایی در انتاریو رتبه‌بندی کرد. مدرسه ساتیا سای دررتبه بندی کلی مؤسسه برای عملکرد علمی از ۱۰ امتیاز کامل ۱۰ را آورد.
در ۲۳ نوامبر ۱۹۹۹، وزارت پست دولت هند، یک تمبر پستی و یک پوشش پستی را در به رسمیت شناختن خدمات ارائه شده توسط ساتیا سای بابا در پرداختن به مشکل تأمین آب آشامیدنی سالم به بخش‌های روستایی منتشر کرد.
ساتیا سای بابا تعداد زیادی مدارس و کالج، بیمارستان، و سایر موسسات خیریه در هند و خارج از کشور تأسیس کرد که ارزش آن به‌طور کلی به روپیه حدود ۴۰۰۰۰ کرور (۹ میلیارد دلار آمریکا) می‌باشد. اگرچه، بالای ۱٫۴ تریلیون روپیه (حدود 31.5bn دلار آمریکا) نیز تخمین زده شده‌است اگرچه هزینه‌ای بالغ بر ۱٫۴ تریلیون روپیه نیز تخمین زده شده‌است.

## آشرام‌ها و معابد
ساتیا سای بابا خیلی از اوقات در آشرام اصلی خود به نام پراشانتی نیایام در پوتاپارتی اقامت داشته‌است. در تابستان گرم او معمولاً به آشرام دیگری می‌رفت. به نام برینداوان، در کادوگودی، وایت فیلد، یک شهر در حومه بنگلور.
گاهی اوقات از آشرام سای شروتی در کودایکانال نیز بازدید می‌کرد.
در سال ۱۹۴۴، معبد برای مریدان ساتیا سای بابا در نزدیکی روستای پوتاپارتی ساخته شده بود. در حال حاضر ازآن به عنوان معبد قدیمی یاد می‌شود.

ساخت پراشانتا نیلایام، آشرام فعلی، در سال ۱۹۴۸ آغاز شد و در سال ۱۹۵۰ تکمیل شد. در سال ۱۹۵۷ ساتیا سای بابا به معبدی در شمال هند سفر کرد.

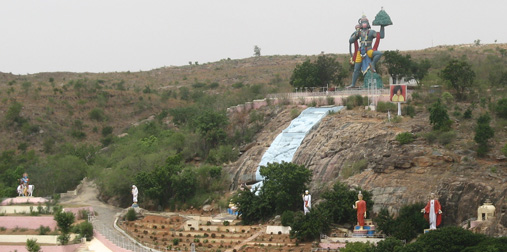
تپه در پراسانتی نیلایم با مجسمه های هانومان، کریشنا، شیردی سای بابا، شیوا، بودا، مسیح، زرتشت.
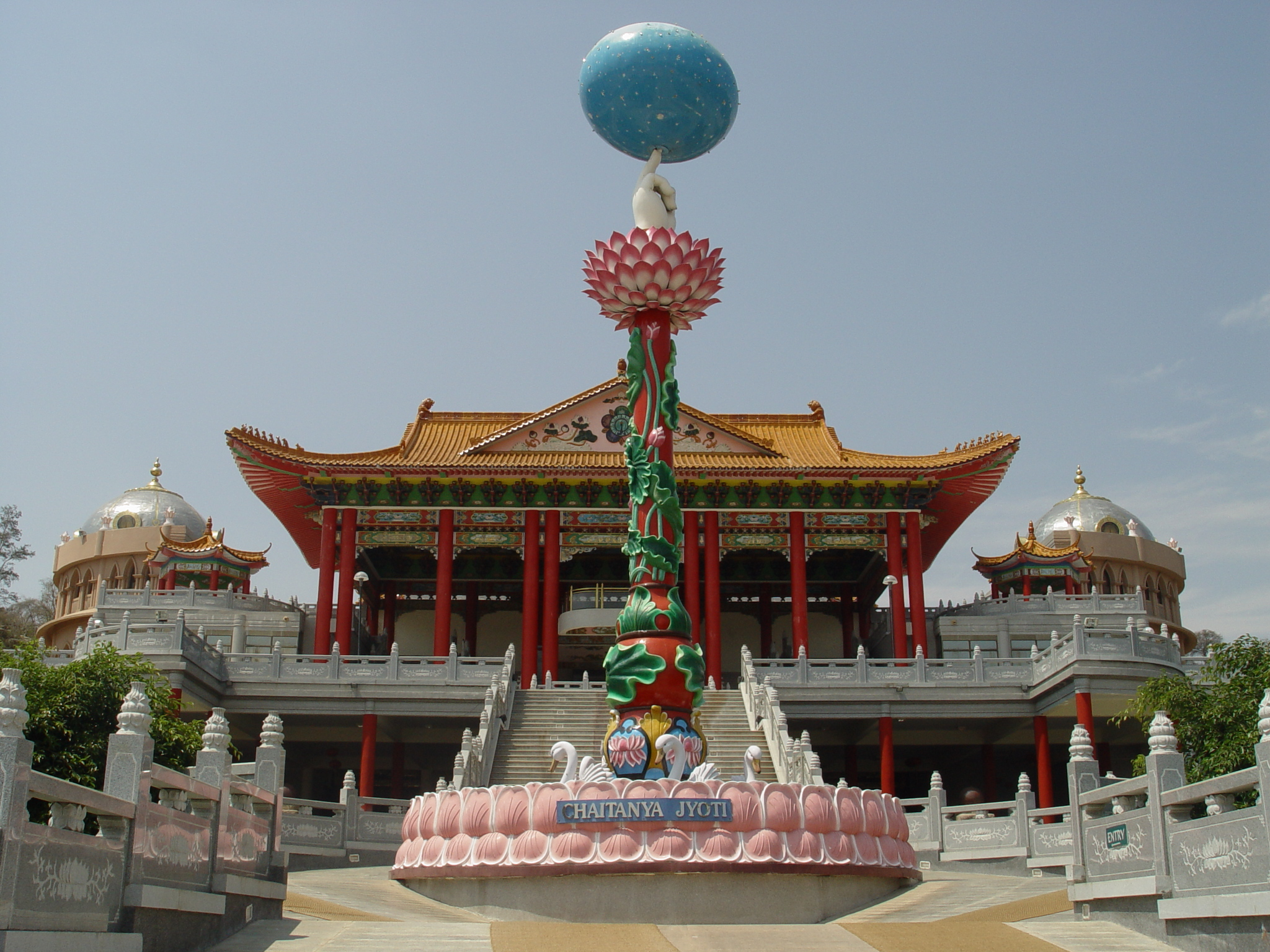
موزه چایتانیا جیوتی که به زندگی و آموزه های ساتیا سای بابا اختصاص دارد.
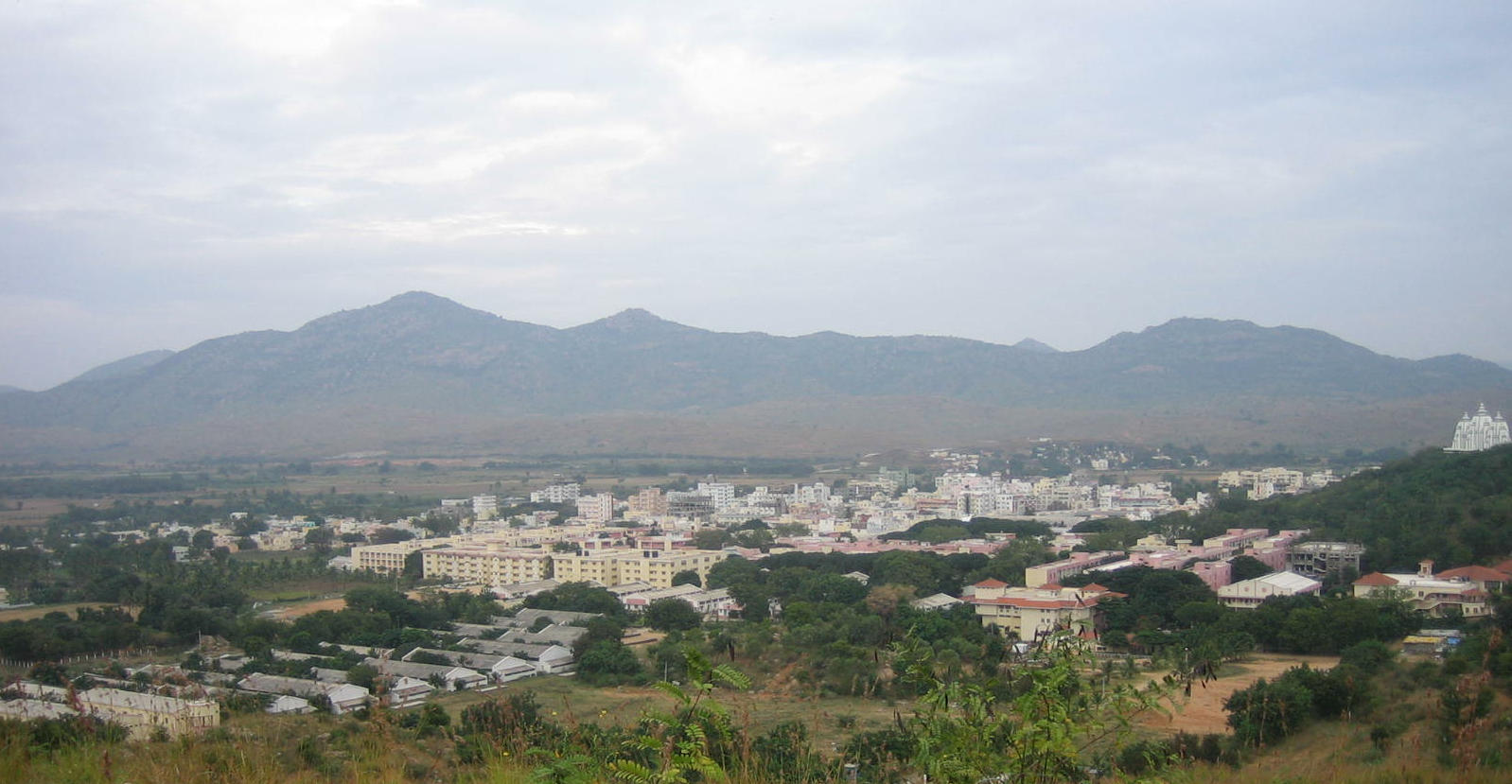
تصویری از آشرام سای بابا در پوتاپارتی.

## دوران پیری، بیماری
در سال ۲۰۰۴، سای بابا از صندلی چرخدار استفاده می‌کرد و عدم سلامتی وی را مجبور کرد که حضور کمتری در جلسات عمومی داشته باشد. در سال ۲۰۰۳، او دچار شکستگی لگن شد. این حادثه بر اثر لیز خوردن و افتادن یک دانش آموز به همراه صندلی آهنی بر روی سای بابا اتفاق افتاد. پس از آن وی عطایای خود را به مردم از داخل اتومبیل یا صندلی متحرکش اعطا می‌کرد.

## اعتقادات
خلق ویبوتی (خاکستر مقدس) و سایر چیزهای کوچک مانند حلقه، گردنبندها و ساعتها توسط ساتیا سای بابا
، در عین حال که باعث شهرت وی بوده‌است بحث‌هایی جنجالی را نیز به همراه داشته‌است. از طرفی مریدانش آن‌ها را نشانه الوهیت می‌دانستند و از طرف دیگر منکران آن‌ها را شعبده بازی می‌پنداشتند. عکس‌های او در میلیون‌ها خانه وجود دارد و بر روی داشبورد اتومبیل‌ها نمایش داده شده‌است، و گردنبندهایی که عکس‌های او در آنهاست، توسط بسیاری از افراد به عنوان نمادی از بخت و اقبال خوب استفاده می‌شود.

وی می‌گفت: 
«من برای احیا این اصول در کل جهان تجسم یافته‌ام. معجزات من، کارت دعوتی بیش نیستند؛ معجزه اصلی من، ایجاد تغییر و تحول در درون شما است.»
 باگاوان شری ساتیا سای بابا مدعی است یک آواتار است. به گفته خودش او روحانی هیچ‌یک از ادیان نیست و هیچ دینی را تبلیغ نمی‌کند.

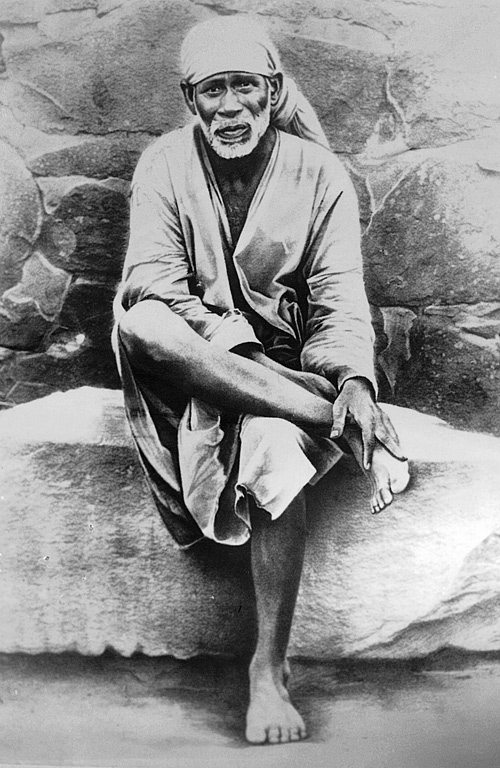
تصویری از شیردی سای بابا.

ساتیا سای بابا در سن ۱۴ سالگی "در تاریخ ۲۳ ماه مه ۱۹۴۰" اعلام کرد که روح خداوند در جسم او حضور دارد و او برای هدایت انسان‌ها بر روی زمین ظهور کرده‌است. او خود را سای بابا نامید و گفت که تجسم بعدی»شیردی سای بابا «است که سال‌ها پیش در ایالت»ماهاراشترا" در ده شیردی زندگی می‌کرده‌است.
ساتیا سای بابا می‌گفت: «اساس و دلیل این حضور، مبتنی بر عشق و قدرت الهی است. عشق و قدرتی بی‌نهایت و همه‌جانبه (فراگیر) که در حقیقت تجسم عشق الهی است و قادر است انسان‌ها را از نقاط دور دست کره زمین به دهکده پوتاپارتی بکشاند.»
دوستداران او ادعا دارند «معجزات الهی ساتیا سای بابا که همه روزه در سراسر این کره خاکی مشاهده می‌شود» اما به گفته خودش بزرگ‌ترین معجزه او، قدرت تغییر و ایجاد تحول در انسان‌ها است. من آمده‌ام که هندو، هندوی بهتری، مسلمان، مسلمان بهتری و مسیحی، مسیحی بهتری باشد.» ساتیا سای بابا، خداوند را واحد و بی‌شکل می‌دانست و بر حضور حی، فراگیر و همه‌گیر خداوند تأکید فراوان داشت.
راهی که ساتیا سای بابا پیش پای هر انسانی قرار می‌دهد، مسیری است که از طریق پنج اصل ارزش‌های انسانی، یعنی «ساتیا» راستی، «دارما» درستکاری، «شانتی» صلح، «پرما» عشق الهی و «آهیمسا» عدم خشونت، به خداوند می‌رسد. در حقیقت این همان پنج عنصر وجودی هر دین است که انسان را به سعادت درک حضور حی خداوند راهنمایی می‌کند.
بابا می‌گفت: «من برای احیا این اصول در کل جهان تجسم یافته‌ام. معجزات من، کارت دعوتی بیش نیستند؛ معجزه اصلی من، ایجاد تغییر و تحول در درون شما است.»
ساتیا سای بابا می‌گفت: «در هر دینی که هستید، پیرو هر آیینی که هستید، مسلمان یا مسیحی، هندو یا زرتشتی یا ادیان دیگر، یک مسئله را از یاد نبرید و آن عشق الهی است که هر دین، خواهان زنده کردن آن در پیروان‌اش است.» «برای ترویج رفاه در جامعه، همه ادیان سعی در اشاعه وحدت دارند. شادکامی و سعادت جهان، در شادکامی و رفاه جامعه نهفته‌است. همه ادیان اهمیت والای زهد معنوی را توصیه می‌کنند. همه ادیان از مردم می‌خواهند تا به راه حقیقت بازگردند و ضرورت حصول خصایل نیک را گوشزد می‌کنند. بدین شکل، وقتی عصاره همه ادیان برای بشر یکی است پس چه دلیلی برای اختلافات دینی باقی می‌ماند. راه‌ها متفاوت هستند، اما مقصد یکی است.»
یکی دیگر از نکاتی که ساتیا سای بابا بر آن تأکید فراوان داشت، خدمت عابدانه به خداوند یکتا است. او می‌گفت: «دست‌هایی که خدمت می‌کنند مقدس‌تر از لب‌هایی هستند که دعا می‌کنند» و این خدمت عابدانه در حقیقت، خدمت به انسان‌ها است.
ایجاد مراکز بزرگ احیاء ارزش‌های انسانی، تربیت کودکان و زنان در کل دنیا و بسیاری پروژه‌های اجتماعی دیگر نیز از این جمله هستند.
ساتیا سای بابا می‌گفت: «دعا کنید وظایف و کارهای خود را به خوبی انجام دهید. خداوند یکتا بی تردید به دعاهای شما پاسخ خواهد گفت.»
پوتاپارتی در جنوب هند در ایالت «آندرا پرادش» واقع شده‌است که از «بمبئی» با قطار حدود بیست ساعت و از شهر بنگلور حدود ۴ ساعت فاصله دارد. سال‌ها پیش از این، امکانات زندگی در این محل بسیار کم بود.
باگاوان شری ساتیا سای بابا هر روز دو بار برای دارشان (دیدار الهی) به سالن سای کولونت، جایی که مریدان‌اش از سراسر دنیا برای دیدار با او در آن‌جا گردهم می‌آمدند، گام می‌نهاد.
سای می‌گفت: شناختن خداوند یکتا یعنی عشق ورزیدن به خداوند یکتا. دانش بدون ارادت و عشق به خدا، نفرت می‌زاید. چنین دانشی به قدرتی منتهی می‌شود که از آن سوءاستفاده خواهد شد. در واقع چنین دانشی، دانش نیست که نادانی محض است.
ساتیا سای بابا بر پیروی از ۹ کد رفتاری تأکید فراوان داشت:
1. مراقبه روزانه و ذکر نام‌های خداوند متعال
2. خواندن نیایش و دعا به اتفاق اعضا خانواده به‌صورت هفتگی
3. شرکت دادن کودکان در برنامه‌های آموزشی معنوی
4. شرکت جستن در کارهای جمعی امور خیریه و خدمت عابدانه به خداوند
5. حداقل ماهانه یکبار شرکت در مراسم نیایش و دوایر مطالعاتی معنوی
6. مطالعه منظم مطالب معنوی
7. با همگان به نرمی رفتار و گفتگو کردن
8. پرهیز از بدگویی و غیبت
9. محدود کردن خواسته‌ها و امیال و صرف وجوه پس‌انداز شده برای خدمت به خداوند از طریق خدمت به همنوعان

ساتیا سای بابا می‌گفت:
«در کالی یوگا هیچ راهی بهتر از خواندن اسماء پروردگار و ستایش او از این طریق برای رهایی انسان وجود ندارد. زیرا خواندن او رحمت و رهایی را به ارمغان می‌آورد. این خوب است و آن بد است. چگونه می‌توان در مورد خلقت پروردگار چنین قضاوت کرد در حالی‌که همه چیز تجلی اراده اوست آن‌گاه که شوکت خداوند را به یاد می‌آورید لرزش شادی است که از قلب می‌جوشد و تبلور هم‌زمان جذبه درونی است که تجربه می‌شود. خداوند را به‌هر طریقی که عبادت کنید جاده سر سپردگی و ارادت بهترین و کوتاه‌ترین راه به سوی اوست.»

ساتیا سای بابا می‌گفت: 
«شکیبایی، رکن اصلی تمامی تمرینات معنوی است. برای خردمندان واقعی، فرزانگان و روح‌های بزرگ، شکیبایی همان عظمت ریاضت، ایثار، راستی و تقوی و محبت را دارد. بدون شکیبایی امکان درک حقیقت آتما، وجود نخواهد داشت.»
هفده کتاب به قلم باگاوان ساتیا سای بابا به رشته تحریر درآمده‌است و در این کتاب‌ها به شرح متون گذشتگان یا نیازهای فطری بشر پرداخته‌است.
باگاوان شری ساتیا سای بابا، می‌گفت، در سن ۹۶ سالگی خرقه تهی کرده و هشت سال بعد در جسم دیگری در شهر «میسور» دوباره ظهور خواهد کرد. نام این تجسم الهی «پرماسای بابا» و گسترش دهنده عشق و ادامه دهنده راه شیردی سای و ساتیا سای خواهد بود. ساتیا سای در سخنان خود گفته‌است: «بعد از پرما سای، جهان بار دیگر در صلح و آرامش غوطه خواهد خورد.»
ساتیا سای بابا گفته‌است که نیازی نیست که پیروانش مذهب اصلی خود را رها کنند، وی می‌گوید:
«هدف من برقراری ساناتانا دارما است، اعتقاد به یک خدای واحد که توسط بنیان‌گذاران تمام مذاهب معرفی شده‌است؛ بنابراین هیچ‌کسی مجبور نیست مذهب یا خدایی را که مذهبش معرفی کرده رها کند.»
از جنبه بین‌المللی، مریدان ساتیا سای بابا روزانه، یا هفتگی یکشنبه‌ها یا پنج شنبه یا در هر دوروز، برای خواندن آهنگ‌های مذهبی گروهی، نماز، مراقبه روحانی، خدمات اجتماعی و شرکت کردن در "آموزش ارزش‌های انسانی" که با عنوان "بال‌ویکاس " (شکوفایی کودک)، شناخته شده بود و در عین حال از آن به عنوان مدرسه یکشنبه سای هم می‌توان یاد کرد دور هم گرد می‌آمدند.

## شهرت برای معجزات و روشن بینی
مریدان سای بابا می‌گویند که ظاهر شدن ویبهوتی (خاکستر مقدس) و غذا یا اشیاء کوچکی مثل حلقه، گردن بند و ساعت توسط سای بابا را با چشم خود دیده‌اند. در کتاب‌ها، مجلات، مصاحبه‌های فیلم‌برداری شده و مقالات، پیروان ساتیا سای بابا معجزات مختلفی را به او نسبت داده‌اند. مریدان وی از گوشه و کنار جهان گزارش کرده‌اند که ویبهوتی، کوکوم، پودر زردچوبه، آب مقدس، مجسمه برنجی و طلا از خدایان، آب نبات، میوه، سبزی، آمریتا (در اسطورهٔ هند خوراک یا نوشیدنی جاودانی بخش که عصاره‌ای معطر و عسل مانند است)، جواهرات، رشته‌های رنگی، ظاهر شدن نوشته‌هایی در خاکستر و… خود به خود بر روی دیوارها، مبلمان، تصاویر و محرابهای ساتیا سای بابا آشکار و تجسد یافته‌است.
همچنین مریدان ساتیا سای بابا بر این باورند که او با انتقال درد مریدانش به خویشتن، آن‌ها را از رنج و اندوه رهانیده‌است.
ثبت معجزات سای بابا برای اولین بار در سال ۱۹۷۱ در کتاب سای بابا مرد معجزات که توسط یک خارجی به نام هوارد مورفت نوشته شده بود صورت گرفت.
استاد روانشناسی بازنشسته ایسلندی، ارلندور هارالدسون در سال ۱۹۹۷ نوشت که سای بابا به وی اجازه مطالعه معجزاتش را تحت شرایط کنترل شده نداده‌است، اما او از طریق مصاحبه با مریدان و هواخواهان سابقش معجزات مورد ادعای گورو (سای بابا) و آشکارسازی‌ها و خلق کردنهای وی را بررسی کرده‌است.
برخی از معجزات گزارش شده شامل معلق بودن در هوا (هم در داخل خانه و هم در خارج از منزل)، به‌طور هم‌زمان دیده شده در بیش از یکجا، ناپدید شدن فیزیکی، تغییر گرانیت (سنگ خارا) به آب نبات قندی، تغییر آب و تبدیل آن به یک نوشیدنی دیگر، تغییر آب و تبدیل آن به بنزین، تولید اشیاهای مورد تقاضا، تغییر رنگ لباس خودش در حال پوشیدن آن، برکت دادن به غذا، درمان بیماری‌های حاد و مزمن، ظاهر شدن در رؤیاها و شهودات افراد، به وجود آوردن میوه‌های مختلف روی یک شاخه از یک درخت، کنترل آب و هوا، تبدیل فیزیکی به خدایان مختلف و ساطع کردن فیزیکی نور درخشان بوده‌است.
هارالدسون اظهار داشته‌است که بزرگترین شی خلق شده توسط سای بابا که ادعا شده معجزه بوده‌است و او شا هد آن بوده خلق یک گردنبند به طول ۳۲ اینچ بوده‌است (هر بند آن ۱۶ اینچ).
او اظهار داشت که برخی از معجزات نسبت داده شده به ساتیا سای بابا شبیه آن‌هایی است که در کتاب مقدس عهد جدید شرح داده شده‌است. اگر چه شفای برخی از بیماری‌ها توسط سای بابا به‌طور قطع در شهرت وی تأثیرگذار بوده‌است اما در فعالیت‌های سای بابا شفا دادن آنطور که در فعالیت‌های عیسی مسیح وجود داشته دیده نمی‌شود. ساتیا سای بابا پدیده خلق کردن اشیا را خلق الهی می‌داند، اما حاضر نشده‌است که تحت شرایط آزمایشگاهی این معجزات مورد بررسی قرار بگیرند. در گفتمان ۱۹۷۴، او اظهار داشت: قوه باصره نمی‌تواند حقیقت را نمایان کند و فقط اطلاعات کاذب و مبهم می‌دهد. به عنوان مثال، افراد زیادی وجود دارند که فعالیت‌های من را مشاهده می‌کنند و می‌گویند که ماهیت من چنین و چنان است". او در مورد معجزاتش می‌گوید: آن‌هایی که اقرار می‌کنند که من را درک کرده‌اند، دانش پژوهان، یوگی‌ها، صاحبنظران، نیانی‌ها، هستند وهمه آن‌ها می‌دانند که کم‌اهمیت‌ترین و سطحی‌ترین بعد این قدرت که به صورت معجزه آشکار می‌گردد را دیده‌اند و این در تمام اعصار صدق داشته‌است.
مردم ممکن است از لحاظ فیزیکی به آواتار (منظور سای بابا است) خیلی نزدیک باشند، اما در وضعیتی به سر می‌برند که از سرنوشتشان بی خبرند. آن‌ها معجزه کوچک را بزرگ جلوه می‌دهند، و این معجزات در مقایسه با شکوه و عظمت من همچون پشه ای در مقابل فیلی است؛ بنابراین، هنگامی که شما در مورد این معجزات صحبت می‌کنید من با خودم از روی تاسف می‌خندم برای اینکه شما با این کار به آسانی از درک واقعیت من خود را محروم می‌کنید.

## بررسی‌های انتقادی
در آوریل سال ۱۹۷۶، ح. ناراسیمهایاه، فیزیک‌دان منطق گرا و معاون رئیس دانشگاه بنگلور، یک کمیته برای بررسی و علمی معجزات و خرافات تأسیس و راهبرد کرد. ناراسیمهایاه سه نامه به ساتیا سای بابا نوشت که به‌طور گسترده‌ای توجه همه را جلب کرد، که در آن علناً او را به چالش کشید که معجزاتش را تحت شرایط کنترل شده انجام دهد.
ساتیا سای بابا گفت که او چالش ناراسیمهایاه را نادیده گرفته زیرا رویکرد او مناسب نبوده و اضافه کرد که «علوم باید تحقیقات خود را تنها به چیزهایی که متعلق به حواس بشر است محدود کنند، چون معنویت فراتر از حواس است. اگر می‌خواهید ماهیت قدرت معنوی را بفهمید فقط از طریق مسیر معنوی می‌توانید آن را درک کنید و نه از طریق علم. آنچه که علم می‌تواند حل کند فقط بخش کوچکی از پدیده‌های کیهانی است.»
کمیته ناراسیمهایاه در ماه اوت سال ۱۹۷۷ منحل شد. بنا به گفته ارلندور هارالدسون، ایراد رسمی وارد به کمیته نگرش منفی و شاید هم هیاهوهای ایجاد شده در اطراف موضوع بوده‌است.
ناراسیمهایاه بی اعتنایی سای بابا به نامه‌های وی را یکی از دلایل متعدد خود برای زیر سؤال بردن کارهای سای بابا معرفی کرده‌است.
نتیجه این داستان ایجاد بحث و جدلی چند ماهه در روزنامه‌های هند بود.
باساوا پرمناند عقل‌گرای هندی در فیلم مستند بی‌بی‌سی اظهار داشت که او در مورد ساتیا سای بابا از سال ۱۹۶۸ مشغول تحقیق بوده و از نظر او سای بابا در خلق کردن اشیا تقلب می‌کرده‌است. او از سای بابا در سال ۱۹۸۶ بخاطر نقض قانون کنترل طلا، و با استناد به ادعای ساتیا سای بابا در مورد خلق کردن طلا، شکایت کرد. اما شکایت وی رد شد و پرونده مختومه اعلام گردید به همین دلیل او به راهی دیگر متوسل شد و اظهار داشت که در قانون داشتن قدرت معنوی به عنوان حربه‌ای برای دفاع از خود مورد قبول نیست.
شعبده بازی به نام جیمز رندی در مورد ساتیا سا بابا و پریمناند نوشته‌است: "بررسی فیلم‌ها و نوارهای ویدئویی معجزات سای بابا نشان می‌دهد که آن‌ها تردستی هستند، دقیقاً مشابه همانی که توسط شعبده بازان هندی، یا ساحران خیابانی انجام می‌شود. سای بابا هرگز قدرت‌هایش را تحت شرایط کنترل شده نشان نداد، بنابراین ادعاهای او کاملاً بی پایه و اساس هستند."
برای اثبات پوچ بودن ادعاهای دروغین برخی از رهبران هندی و مدعیان مرد خدا بودن در کشور هند که تعدادشان هم کم نیست پرمنند نامی تمام ترفندهای سای بابا را تقلید کرده و به جهان آن‌ها را نشان داد. "
در سال ۱۹۹۵ مستند تلویزیونی گورو باسترز، توسط رابرت ایگل برای کانال ۴ بریتانیا تهیه شد که در آن سای بابا را به تقلب کردن در خلق اشیا متهم می‌کرد.
در ۲۳ نوامبر ۱۹۹۲ در کرونیکل دکن در صفحه اول در تیتری تحت عنوان «پرده برداری از سحر و جادوی بابا» به این فیلم اشاره شده بود.
اگر چه، هارالدسون اظهار داشت که در بررسی‌های ویدئو DD، محققان شواهدی مبنی بر جعلی بودن خلق اشیا، که توسط دکن کرونیکل ادعا شده بود پیدا نکردند. بر اساس گفته هارالدسون، این ویدئو به سازمانی که مسئول بررسی و رسیدگی به کلاهبرداری‌ها می‌باشد منتقل شده‌است.
با وجود اینکه کیفیت پایین ویدئو با کمک فیلترها و سیستم‌های پردازش تصویر پیشرفته رفع گردید هرالدسون اظهار داشت که ویدئو DD شواهدی محکم مبنی بر تردستی نیافته‌است.
در سال ۱۹۹۸، میک براون، روزنامه‌نگار انگلیسی در کتاب خود با نام گردشگری معنوی اظهار داشت: ادعایی که در سال ۱۹۷۱ والتر کوان یکی از هواداران آمریکایی در مورد رستاخیز سای بابا بیان داشته خلاف واقع بوده‌است.
این نظر او بر اساس‌نامه‌هایی بوده‌است است که توسط پزشکان به مجله ایندین اسکپتیک ارائه شده و توسط پرمنند منتشر شده بود
براون نیز در همان کتاب به تجارب خود در مورد خلق شدن ویبهوتی از تصاویر ساتیا سای بابا در خانه‌ها در لندن، اشاره داشته و اینکه به نظر او آن‌ها جعلی نبودند. براون با اشاره به ادعاهای ساتیا سای بابا مبنی برداشتن علم لدنی نوشت که «شکاکان، مستنداتی تولید کرده‌اند که به وضوح اختلاف بین تفسیر بابا از رویدادهای تاریخی و پیشگوییهای کتاب مقدس، و محاسبات محرز را نشان می‌دهد»
در دسامبر سال ۲۰۰۰، مجله ایندیا تودی داستانی را بر روی جلد آن به چاپ رسانید که توسط شعبده باز پی سی سورکار جونیور نوشته شده و در آن بابا را متهم به تقلب در ادعاهایش کرده بود
. مستندهای تولید شده توسط بی‌بی‌سی وشرکت رادیو و تلویزیون دانمارکی، به تحلیل ویدئوهای معجزات مذکور پرداختند و اعلام کردند که آن‌ها تردستی بوده‌اند.
در کتاب «نبرد رستگاری: سه سبک مدرن در سنت هندو» نویسنده کتاب لارنس اِی. باب در مورد ساتیا سای بابا نوشته‌است: او هر کسی که هست، بر خلاف آنچه منتقدان وی ادعا می‌کنند قطعاً بیش از یک شعبده باز است.
.
بی‌بی‌سی حجم اتهامات منسوب شده به وی را به حدی می‌داند که نیاز به دخالت دولت‌های مختلف در برابر آن ضروری به نظر می‌رسد.
او به چند مورد جعل معجزه و سوءاستفاده جنسی متهم شده‌بود ولی مورد بازجویی پلیس قرار نگرفت.
بر اساس گزارشی که بی‌بی‌سی و یکی دیگر از رسانه‌های اروپایی منتشر ساخته‌اند وی متهم به سوی استفاده جنسی از برخی مریدان خود است. گزارش بی‌بی‌سی حاوی مصاحبه با برخی از خانواده‌هایی که از مریدان سای بابا بوده‌اند می‌شود که به شرح اتهامات مربوط به چگونگی تهدیدهای وی و بهره‌برداری جنسی از آنان است، گرچه هوادارن وی این اتهامات را تکذیب کردند.

## انتقاد و چالش‌ها
در سال ۲۰۰۱ ونکوور سان گزارش داد که ساتیا سای بابا به پیروان خود توصیه کرده که با توجه به سرعت بالای گردش اتهامات در سایتهای اینترنتی و چندین روزنامه بهتر است که در اینترنت به جستجو نپردازند.
در یک گفتمان عمومی سال ۲۰۰۰، ساتیا سای بابا گفت: «این تعالیم (وداها) بسیار مقدسند امروز مردم همه آن چیزهایی که در تلویزیون و اینترنت می‌بینند را باور می‌کنند ولی به ایمانشان در اظهارات ودیک اعتماد نمی‌کنند. اینترنت مانند یک سطل زباله است. از شبکه درونی پیروی کنید نه از اینترنت.»
اتهامات تأیید نشده علیه ساتیا سای بابا که توسط مخالفان و پیروان سابق او ذکر شده‌اند عبارتند از کلاه‌بردار مالی در پروژه‌های خدماتی، انحرافات اخلاقی و قتل.
در سال ۲۰۰۴، در انگلستان و در سطح بین‌المللی، بی‌بی‌سی و دیگر شبکه‌های ملی یک فیلم مستند با عنوان "مرتاض مرموز" را به عنوان بخشی از یک برنامه تخت عنوان "دنیای افشا شده "پخش کردند.
بیشتر فیلم بر پایه اتهاماتی مبنی بر تحت سو استفاده‌های جنسی قرار گرفتن توسط سای بابا بود که به وسیلهٔ آلایا رام مطرح و ادعا شده یود.
و همچنین در این فیلم مصاحبه‌ای با مارک روشه که به مدت ۲۵ سال (از سال ۱۹۶۹) مرید سای بابا بوده‌است پخش گردیده که در آن ادعا می‌کند تحت آزار جنسی توسط سای بابا قرار گرفته‌است.
یکی دیگر از برنامه‌های مستندی که با نام "اغوا شدگان سای باباً و توسط تلویزیون ملی دانمارک و شرکت پخش رادیو، (رادیو دانمارک (DR) تولید شد، مصاحبه با افرادی بود که مدعی بودند تحت آزار جنسی قرار گرفته‌اند. در طول یک مصاحبه‌ای با مجله صدای آسیا، آشوک بهاگانی، متولی سازمان سای در بریتانیا، اعلام کرد که اتهامات در مستند "مرتاض مرموز "کاملاً بی‌اساس و غیرواقعی بوده‌اند. بهاگانی اشاره کرد که مریدان هرگز سای بابا را به تنهایی ملاقات نکرده بودند.
با وجود این اتهامات، نه ساتیا سای بابا، و نه هیچ‌یک از سازمانهای مرتبط با او، در هیچ دادگاهی به سوء استفاده جنسی یا هر جنایت دیگری محکوم نشدند.

## پاسخ به منتقدان
عموماً مریدان اتهاماتی مانند سوء استفاده جنسی انکار می‌کنند و اظهار می‌کنند که پیروان سابق افرادی کینه جو بودند. مردم دمدمی مزاجی که یک روز ساتیا سای بابا را ستایش می‌کردند و روز دیگر زمانی که بعضی از آرزوهای آن‌ها جامه عمل پوشانده نمی‌شد علیه او می‌شدند.
یک از مریدان به نام بیل ایتکن در مجله ویک (هفته) اعلام کرد که داستان‌های منفی در مورد گورو به شهرت ساتیا سای بابا هیچ صدمه‌ای وارد نکرده‌است. او گفت که هر چقدر بدگویی‌های طعنه‌آمیز علیه ساتیا سای بابا بیشتر شد مریدان جدید بیشتری به دیدن او رفته‌اند.
در مقاله سقوط الهی، منتشر شده در دیلی تلگراف، آنیل کومار، رئیس سابق مؤسسه آموزشی ساتیا سای، گفت که او بر این باور بود که بحث و جدل بخشی از طرح الهی بابا بوده‌است و همه استادان بزرگ مذهبی در طول زندگی خود با این انتقادات مواجه شده بودند. آنیل کومار همچنین گفت که از دوران کودکی سای بابا اتهامات مختلفی به او وارد شده بود، اما با هر انتقاد او بیشتر و بیشتر پیروز می‌شد.
در یک نامه رسمی که در دسامبر ۲۰۰۱ در اختیار عموم قرار گرفت، آتال بیهاری واجپایی (نخست‌وزیر هند و مرید ساتیا سای بابا) پ.ن بهاگاواتی (رئیس سابق دیوان عالی عدالت هند)، رانجانات میسرا (شخص عالیرتبه، کمیساریای حقوق بشر ملی هند و رئیس سابق دیوان عالی عدالت هند)، نجما هپتولا (رئیس اتحادیه بین پارلمانی، سفیر توسعه انسانی ممتاز برنامه عمران سازمان ملل متحد) و شیوراج پتیل (عضو پارلمان هند، سابقاً در لوک سابها و وزیر اتحادیه) همه نامه‌ای را امضا کردند که به شرح زیر بود:
"ما عمیقاً از اتهامات غیر واقع بینانه و ساختگی که توسط مخالفان شری ساتیا سای بابا وارد شده‌است نگران و آزرده هستیم. ما منتظر بودیم که رسانه‌های مسئول، واقعیت را قبل از چاپ کردن چنین تهمتهایی، به‌خصوص زمانی که شخصی به عنوان مظهر عشق و خدمت فداکارانه به انسانیت در سراسر جهان مورد احترام است معلوم کنند. از آنجایی که اصول اخلاقی حرفه‌ای توسط رسانه‌ها مشاهده نشده‌است، ما تصمیم گرفتیم تا با امضای این بیانیه این موضوع را عمومی کنیم.
در ۲۶ دسامبر سال ۲۰۰۰، "روزنامه تایمز هند ". گفت که خشم بابا در برابر منتقدینش نشان ضربه‌پذیری وی در برابر انتقادات منتشر شده در مجله بوده‌است.
روزنامه تایمز به نقل از سای بابا نوشت " عیسی مسیح به دلیل حسادت دشمنانش تحت سختی‌های بسیاری قرار گرفت، و به دلیل حسادت عده‌ای به صلیب کشیده شد. بیشتر اطرافیان او نتوانستند کارهای خوب او و تعداد زیاد پیروانش را تحمل کنند.
یکی از شاگردان او، یهودا، به او خیانت کرد. در آن روزها یک یهودا وجود داشت، اما امروز هزاران یهودا وجود دارند. همان‌طور که یهودا وسوسه شد تا به عیسی خیانت کند، یهوداهای امروز هم به همین شکل خود را با دروغی می‌فروشند. حسادت انگیزه اتهامات وارد شده به عیسی بوده‌است. "
ساتیا سای بابا دربارهٔ اتهامات وارد شده به وی در تاریخ ۲۵ دسامبر سال ۲۰۰۰ پاسخ داد: «برخی از افراد سعی می‌کنند که تصویر سای بابا را لکه دارد کنند. من بدنبال نام و شهرت نیستم؛ بنابراین من با اتهامات آن‌ها چیزی را از دست نمی‌دهم. بزرگی من روز به روز افزایش پیدا خواهد کرد؛ و حتی اگر آن‌ها اتهامات غلطشان را در همه جهان در نامه‌های گستاخانه انتشار دهند هرگز ذره‌ای از آن بزرگی کم نخواهد شد. بعضی از دوستداران به نظر می‌رسد که در اثر این بیانیه‌های نادرست پریشان شده‌اند. آن‌ها ابداً مریدان واقعی نیستند. پس از شناختن قدرت سای بابا، چرا باید از قیل و قال کردند کلاغ‌ها بترسند. نباید تحت تأثیر نوشته‌های روی دیواها، گفته‌هایی در جلسات سیاسی یا داستانهای مبتذل چاپ شده توسط رسانه‌های چاپی مضطرب شوند.»
در سال ۱۹۷۴ در جلد ۱۲ سخنان ساتیا، سای بابا اظهار داشت: «حقیقت و اولوهیت سای هرگز توسط هیچ تهمتی تحت تأثیر قرار نمی‌گیرد. هرگز توسط هیچ تاکتیکی متزلزل نمی‌شود، پیشرفتش هرگز متوقف نمی‌شود. به پارس کردنهای آن‌ها توجهی نکنید. حقیقت ممکن است برای یک مدت کوتاهی بوسیله تهمت پوشیده شود، ولی پیروزی قطعی است. نیروی نفرت بوسیله حیله‌های خودش شکست خواهد خورد. آن‌ها برای نابودی خودشان چاله می‌کنند. عمل آن‌ها عکس العملی را به همراه خواهد داشت، ویرانی برای آنهاست.»

## سازمان ساتیا سای
سازمان ساتیا سای گزارش می‌دهد که به‌طور تخمینی ۱۲۰۰ مرکز ساتیا سای بابا در ۱۱۴ کشور وجود دارد.
اگر چه، تعیین کردن تعداد پیروان فعال ساتیا سای بابا مشکل است.
برآوردها از تعداد ۶ میلیون نفر تا نزدیک به ۱۰۰ میلیون نفر است متفاوت است. در خود هند، سای بابا پیروان مسلطش را از طبقه متوسط بالا، بخش‌های شهری جامعه که آن‌ها بسیار ثروتمند، تحصیلکرده و آشنا با فرهنگ غرب بودند انتخاب کرد.
در سال ۲۰۰۲، او ادعا کرد که در ۱۷۸ کشور جهان پیروانی دارد.
در سال ۲۰۱۱، مدت کوتاهی پیش از مرگش، "واتکینز ری وی یو" او را به عنوان یکی از صد روحانی با نفوذ جهان معرفی کرد. در محل اقامت سای بابا، که از زمان مرگ وی مهر و موم شده‌است، ۹۸ کیلوگرم زیور آلات طلا به ارزش تقریبی ۴٫۷ میلیون دلار آمریکا و همچنین ۳۰۷ کیلوگرم زیور آلات نقره به ارزش تقریبی ۳۶۰۰۰۰ دلار آمریکا و مبلغی پول نقد معادل ۲٫۶ میلیون دلار آمریکا به صورت نقدی کشف و فهرست شده‌است.
این هدایای مذهبی با پرداخت مالیات آن‌ها به دولت هند به حساب اتحادیه سای در بانک امور خارجه هند واریز شده‌است.
طلاجات و دیگر کالاها بعد از فهرست شدن و ارزش‌گزاری در جایی امن نگهداری می‌شوند. در ماه ژوئیه سال ۲۰۱۱، مقامات منطقه اشیای قیمتی دیگری را با ارزشی معادل ۱۷۰۰۰۰ دلار آمریکا در چهار اتاق دیگر کشف کردند، از جمله این اشیا می‌توان به ساعت‌های گران‌قیمت اشاره نمود. اعتقاد بر این است که ارزش کلی آن‌ها به بیش از ۷٫۸ میلیون دلار آمریکا می‌رسد.
همچنین در یاجو مندیر بسیاری از کالاها و متاع‌هایی که به‌طور معمول به عنوان هدیه در مراسم‌های مختلف به مریدان و کسانی که "سوا" (خدمت) می‌کردند اهدا می‌شد، یافت گردید، از جمله هزاران ساری از ابریشم خالص، دهتیز، پیراهن، ۵۰۰ جفت کفش، تعداد زیادی نقره جات و طلا جات" منگالا سوترامز " و سنگ‌های قیمتی مانند الماس.

## مرگ
در ۲۸ مارس ۲۰۱۱، ساتیا سای بابا به دلیل مشکلات تنفسی در بیمارستان فوق تخصصی شری ساتیا سای در پراشانتی‌نیلایام در پوتاپارتی، بستری شد. پس از نزدیک به یک ماه بستری بودن در بیمارستان، به دلیل اینکه شرایط جسمانی او به صورت پیشرونده ای بدتر شد، سای بابا در ۲۴ آوریل در 07:40 (IRST) (چهارم اردیبهشت ۱۳۹۰)، در سن ۸۴ سالگی و در محل تولد و زندگی اش بدن جسمانی‌اش را رها کرد.
ساتیا سای بابا پیش‌بینی کرده بود که در سن ۹۶ سالگی خواهد مرد و تا آن زمان سالم خواهد ماند. پس از مرگ او، مشخص شد که او بنابر محاسبه بر اساس تقویم هندوها در هنگام مرگ ۹۶ ساله بوده‌است و محاسبه سن وی بر اساس تقویم سانسکریتی و حرکت ماه بوده‌است.
او به مدت دو روز به حالت خوابانده گذارده شد و در تاریخ ۲۷ آوریل ۲۰۱۱ به خاک سپرده شد. حدود ۵۰۰٬۰۰۰ نفر در مراسم خاکسپاری حضور داشتند، در میان آنها، نخست‌وزیر هند، مانموهان سینگ، رئیس کنگره سونیا گاندی، وزیر رئیس‌جمهور گجرات نارندرا مودی و اتحادیه وزیران اس.م. کریشنا و آمبیکا سونی، و همچنین رهبران سیاسی و شخصیت‌های برجسته دیگر وجود داشتند.
نخست‌وزیر هند مانموهان سینگ؛ و دالایی لاما نیز تسلیت گفتند؛ و کریکت باز مشهور ساچین تندواکار جشن تولد خود را کنسل کرد.